# ساتورن يلتهم ابنه (لوحة روبنس)
ساتورن يلتهم ابنه (بالإنجليزية: Saturn Devouring His Son) هي لوحة برشة الرسام الفلمنكي بيتر بول روبنس من عام 1636، الآن ضمن مجموعة متحف ديل برادو، تم تكليف بيتر بول روبنس بواسطة فيليب الرابع ملك إسبانيا لرسم اللوحة ويظهر تأثير مايكل أنجلو على بيتر بول روبنس، والذي التقطه في رحلته إلى إيطاليا.

## الوصف
العملاق ساتورن أو ساتورن، حذرته النبوءة بأن أحد أبنائه سوف يخلعه عن عرشه، لذلك قرر أن يلتهمهم جميعًا، ويتم إنقاذ واحد منهم فقط: جوبيتر، تمثل اللوحة ساتورن وهو يمزق صدر أحد أبنائه، متكئًا على منجله، رمز الزراعة. تم تحديد الشكل الهائل للإله في ظلام الخلفية. يحقق الضوء جوًا دراميًا باروكيًا للغاية يشبه المسرحية. تمثل النجوم الثلاثة الموجودة أعلى اللوحة كوكب زحل كما وصفه غاليليو قبل سنوات قليلة من رسمه للوحة، والنجم المركزي هو الكوكب نفسه، بينما يمثل الآخران ما اعتقد أنهما نجمان مصطفان مع الكوكب، في الواقع، كانت هذه هي الحلقات حول الكوكب، والتي لم يكن هناك تلسكوبه قويًا بما يكفي لتمييزها. يضع التعبير عن الأشكال في هذه اللوحة القماشية من بين أكثر اللوحات إثارة للإعجاب في متحف برادو.
بدورها، أثرت اللوحة على الفنان الإسباني فرانسيسكو غويا لرسم لوحتة بنفس الموضوع ساتورن يلتهم ابنه (1819-1823).